# I Corps (United States Army)
Il I Corps  è un corpo d'armata dell'Esercito degli Stati Uniti. Il suo quartier generale è situato presso la Joint Base Lewis-McChord, nello stato di Washington.

## Organizzazione
Al dicembre 2018 il corpo controlla le seguenti unità:
- 7th Infantry Division
  - 1st Stryker Brigade Combat Team, 2nd Infantry Division
  - 2nd Stryker Brigade Combat Team, 2nd Infantry Division
  - 81st Stryker Brigade Combat Team, Washington Army National Guard
  - Headquarters & Headquarters Battery, Field Artillery Brigade, 2nd Infantry Division
  -  16th Combat Aviation Brigade
    - Headquarters & Headquarters Company
    -  1st Attack Reconnaissance Battalion, 229th Aviation Regiment
      -  Headquarters & Headquarters Company
      -  Company A (Attack/Recon) - Equipaggiata con 8 AH-64E
      -  Company B (Attack/Recon) - Equipaggiata con 8 AH-64E
      -  Company C (Attack/Recon) - Equipaggiata con 8 AH-64E
      -  Company D (AVUM)
      -  Company E (Forward Support)

    -  1st General Support Battalion, 52nd Aviation Regiment, Fort Wainwright, Alaska
      -  Headquarters & Headquarters Company
      -  Company A (Command) - Equipaggiata con 8 UH-60M
      -  Company B (Heavy Lift) - Equipaggiata con 12 CH-47H
      -  Company C (MEDEVAC) - Equipaggiata con 15 HH-60M
      -  Company D (AVUM)
      -  Company E (Forward Support)
      -  Company F (ATS)

    -  2nd Assault Helicopter Battalion, 158th Aviation Regiment
      -  Headquarters & Headquarters Company
      -  Company A (Assault) - Equipaggiata con 10 UH-60M
      -  Company B (Assault) - Equipaggiata con 10 UH-60M
      -  Company C (Assault) - Equipaggiata con 10 UH-60M
      -  Company D (AVUM)
      -  Company E (Forward Support)

    -  4th Heavy Attack Reconnaissance Squadron, 6th Cavalry Regiment
      -  Headquarters & Headquarters Troop
      -  Troop A (Attack/Recon) - Equipaggiata con 8 AH-64E e 4 RQ-7B Shadow
      -  Troop B (Attack/Recon) - Equipaggiata con 8 AH-64E e 4 RQ-7B Shadow
      -  Troop C (Attack/Recon) - Equipaggiata con 8 AH-64E e 4 RQ-7B Shadow
      -  Troop D (AVUM)
      -  Troop E (Forward Support)

    -  46th Aviation Support Battalion
      -  Headquarters & Headquarters Company
      -  Company A (DISTRO)
      -  Company B (AVIM)
      -  Company C (Signal Network)

    -  Company B, 229th Aviation Regiment - Equipaggiata con 12 MQ-1C Gray Eagle

  -  17th Field Artillery Brigade
    -  Headquarters & Headquarters Battery
    -  5th Battalion, 3rd Field Artillery Regiment (Long Range Fires) - La batteria Bravo è stata equipaggiata con il Long Range Hypersonic Weapon System DARK EAGLE. Una successiva sarà equipaggiata con il Mid Range Capability System TYPHON, nel contesto del Multi-Domain Task Force[1]
    -  1st Battalion, 94th Field Artillery Regiment (HIMARS)
    -  308th Brigade Support Battalion
    -  256th Signal Company

  -  555th Engineer Brigade
    -  864th Engineer Battalion
      -  Headquarters & Headquarters Company
      -  Forward Support Company
      -  610th Engineer Support Company
      -  570th Engineer Company (Sapper)
      -  571st Engineer Company (Sapper)
      -  22nd Engineer Company (Route Clearance)
      -  557th Engineer Construction Company

  -  201st Expeditionary Military Intelligence Brigade
- 593rd Expeditionary Sustainment Command
  -  42nd Military Police Brigade
    - Headquarters & Headquarters Company
    -  504th Military Police Battalion
    -  508th Military Police Battalion

  -  62nd Medical Brigade